# Rafael Arnaiz Barón
Rafael Arnaiz Barón, al secolo Rafael Arturo Alvaro José de la Inmaculada Concepción y San Luis Gonzaga Arnaiz Barón (Burgos, 9 aprile 1911 – Dueñas, 26 aprile 1938), è stato un religioso spagnolo.
Appartenente all'Ordine dei Cistercensi della Stretta Osservanza, è considerato uno dei grandi mistici del XX secolo; la Chiesa cattolica lo venera come santo e ne celebra la memoria liturgica il 26 aprile, anniversario della morte.

## Infanzia e adolescenza
Battezzato nella chiesa di Santa Gadea a Burgos dodici giorni dopo la sua nascita, era il primo figlio dei quattro avuti da Rafael Arnaiz, ingegnere di Montes e Mercedes Barón, giornalista di costume e critica musicale in alcuni quotidiani e riviste. Raffaele ricevette la Prima Comunione nella chiesa della Visitazione del Monastero delle Visitandine di Burgos, il 25 ottobre 1919. Un anno più tardi entrò nel collegio gesuita della sua città, nel quale divenne membro della Congregazione di Maria Immacolata e fu più volte premiato per la sua applicazione nello studio e per la buona condotta. Tuttavia, fu malato quasi tutto il suo primo anno in collegio, prima a causa di una febbre colibacillare poi per una pleurite. Una volta guarito completamente, suo padre lo portò alla Basilica di Nostra Signora del Pilar a Saragozza per ringraziare la Vergine della sua guarigione e nell'ottobre 1921 riprese i suoi studi.
Dopo il trasferimento del padre, la sua famiglia si stabilì nel 1923 a Oviedo dove Rafael entrò come esterno nel collegio gesuita di Sant'Ignazio di Loyola. Nel 1926 seguì le lezioni di disegno e pittura tenute dall'artista Eugenio Tamayo e con i quadri da lui eseguiti collaborò alle opere di carità della madre. La sua casa ospitava feste e incontri mondani, con amici e alunni delle lezioni di pianoforte impartite da sua madre, dove Rafael si segnalava per il suo carattere buono e premuroso.

## Università e vocazione
Diplomatosi, nel 1929 si iscrisse alla facoltà di architettura a Madrid e nel tempo libero iniziò a frequentare suo zio materno Leopoldo, duca di Maqueda e la moglie, nella loro tenuta di Petrosillo, non lontano da Avila. Questi incontri rafforzarono la sua profonda formazione cristiana ricevuta soprattutto dalla madre.
Dopo aver superato i primi esami universitari, Rafael soggiornò in Castiglia, visitando Salamanca per ammirare le opere architettoniche della città. Tornato ad Ávila dipinse una finestra per la cappella della residenza dei suoi zii. Fu anche colpito da una forme lieve di malaria, dalla quale si riprese e quindi poté ritornare ad Oviedo. I suoi zii gli parlarono del Monastero di Sant'Isidoro di Dueñas, conosciuto anche come "La Trappa", che avevano visitato e così, nell'ottobre 1930 Rafael si recò a Dueñas per conoscerlo, una visita che provocò in lui la vocazione monastica.

## Vita monastica
Dopo altre visite e esercizi spirituali nel monastero, Rafael decise di entrarvi: 
Dopo aver compiuto il servizio militare il giovane Rafael Arnaiz entrò nella Trappa il 15 gennaio 1934, prendendo il nome di frà María Rafael. Ma quattro mesi dopo fu colpito da una grave forma di diabete che lo costrinse a tornare ad Oviedo, nonostante la sua volontà. Ripresosi grazie anche all'assistenza dei familiari, volle tornare in monastero, ma solo come oblato, in quanto la sua infermità gli impediva di seguire la regola trappista: doveva somministrarsi due iniezioni di insulina al giorno e seguire una dieta molto rigida.
Dovette abbandonare il monastero altre due volte: tra il settembre e il dicembre del 1936 quando fu chiamato a Burgos per combattere nella guerra civile, ma fu riformato a causa della sua malattia; e tra febbraio e dicembre del 1937 a causa del peggioramento della sua salute. Trascorse questi mesi a Villasandino con la sua famiglia che aveva temporaneamente lasciato Oviedo.
Nel suo ultimo periodo in monastero visse il periodo finale della sua vita e nella domenica di Pasqua, 17 aprile 1938, l'abate Felix Alonso, gli impose simbolicamente lo scapolare nero e la cocolla trappista, accogliendo il suo desiderio di poter morire indossandola. Il 21 aprile ricevette l'ultima visita del padre e un coma diabetico pose fine alla sua vita terrena il 26 aprile 1938. Venne inizialmente sepolto nel cimitero del monastero, poi il 13 novembre 1972 i suoi resti furono traslati nella chiesa abbaziale.

## Beatificazione e canonizzazione
La fase diocesana del processo di beatificazione si svolse tra il 1962 e il 1967 nella diocesi di Palencia, continuando poi a Roma fino alla sua beatificazione celebrata da Giovanni Paolo II il 27 settembre 1992. Il miracolo riconosciuto fu la guarigione miracolosa di una ragazza di Palencia investita da un trattore e giudicata senza speranza dai medici.
Il processo di canonizzazione si aprì nel 2005, nello stesso anno si riconobbe come miracolosa la guarigione senza conseguenze di una signora, ormai in punto di morte, cui era stata diagnosticata la 'síndrome di Hellp' prima di dare alla luce il suo secondo figlio nel 2000. Sabato 21 febbraio 2009 papa Benedetto XVI, approvò la canonizzazione di Fratel Rafael e altri nove beati, la quale ebbe luogo l'11 ottobre dello stesso anno nella Basilica di San Pietro a Roma. 
(Omelia di Benedetto XVI il giorno della sua canonizzazione.)